# 任道充
任道充（1499年—1539年），字少虛，號左川，山西汾州孝義縣人，明朝政治人物。

## 生平
嘉靖元年（1522年）壬午科山西鄉試第十九名舉人，嘉靖十四年（1535年）乙未科進士。授行人司行人，曾出使宣大，十七年八月選刑科給事中。因脚病辞官归乡，因坠楼而亡，年四十一。

## 家族
曾祖任毅；祖父任文幹；父任恕，成化甲午舉人，曾任西和、鄢陵二知縣。前母閻氏；母張氏。永感下。兄道遠。长子任瑛，次子任玮。